# Aeratore (subacquea)

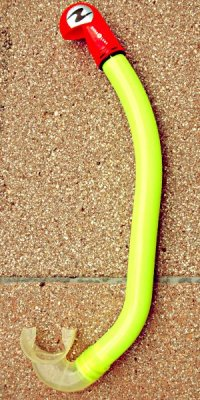
Aeratore

Un aeratore (o anche respiratore, boccaglio o snorkel) è un tubo di gomma o plastica che permette di respirare aria tenendo la testa immersa nell'acqua.

## Struttura
Consiste normalmente in un tubo di circa 30 centimetri di lunghezza, piegato a forma di "J", con un'imboccatura confortevole e costruito in gomma e plastica.
È utilizzato tipicamente durante le immersioni in apnea e lo snorkeling per poter osservare agevolmente il fondo marino.
Il modello più comune di aeratore consiste in un semplice tubo cavo che si riempie d'acqua durante l'immersione; al momento dell'emersione sarà cura dell'apneista espellerla dal tubo tramite una brusca espirazione nell'imboccatura. Alcuni modelli hanno una valvola sulla parte inferiore dell'imboccatura che permette la fuoriuscita di una piccola quantità d'acqua verso il basso al momento dell'espirazione, non permettendo però il riflusso di questa al momento dell'inspirazione. Altri modelli ancora hanno una valvola a galleggiante sulla cima del tubo che evita il riempirsi dello stesso al momento dell'immersione.
La lunghezza massima del tubo è di circa 50 centimetri; questo per via del fatto che una lunghezza maggiore posizionerebbe i polmoni ad una pressione assoluta più alta rispetto a quella dell'imboccatura del tubo, non permettendo la respirazione se non in modo molto faticoso.